# جون روث (مهندس)
جون روث هو مهندس كندي، ولد في 1942.